# Bandeira de Cascavel (Paraná)
A Bandeira de Cascavel é o símbolo oficial do município Brasileiro de Cascavel, no estado do Paraná. Foi instituída pela Lei Municipal 5.225, de 2009, que tornou definitiva a bandeira provisória, de 1963.
Observa as dimensões da Bandeira Nacional, de cor branca, com o escudo de armas de Cascavel ao centro. 
A descrição do escudo se deu pela lei municipal 243, de 9 de outubro de 1963.

## Transcrição da Lei
Segundo a Lei Municipal 243 de 1963:
(...)
"Art. 1º ARMAS DE CASCAVEL, escudo moderno de bleu, encimado por coroa mural de quatro torres ameadas e sua porta cada uma, privativa das Municipalidades. No listél, fitão.
Art. 2º DESCRIÇÃO DO ESCUDO, em abismo, cascavel de ouro, encimado por coroa também de ouro, acompanhados de duas estrelas em pala de cada lado. Bordadura de prata.
Art. 3º LITERATURA DE ESCUDO, o bleu fala da justiça e vigilância com que os Poderes Constituídos de Cascavel olham por seus interesses de cidade que cresce pelo trabalho e nobreza de sua gente.
O cascavel se constitue na arma falante da cidade e Município e é de ouro, porque suas características são as de uma cidade rica, generosa e de uma economia solida.
A coroa de ouro lembra o orago da cidade, Nossa Senhora Aparecida, Santa que protege a religiosidade e prosperidade da gente de Cascavel.
As quatro estrelas de prata falam da paz, pureza, integridade e brandura em que os Homens de Cascavel vão desenvolvendo suas atividades, sempre seguros e firmes nas possibilidades que a cidade lhes oferece.
A bordadura do escudo lembra os rios Piquiri e Iguaçu, cujas águas fertilizam as terras do Município propiciando, férteis colheitas.
O fitão de sínople fala que as terras de Cascavel possibilitando várias espécies de semeaduras, proporcionam abundância de colheitas.
A palavra Cascavel que aparece com o dístico em seu fitão lembra que no Município, todos se unem em torno do bem estar comum que é o progresso da cidade."